# Naoaki Aoyama
Pour les articles homonymes, voir Aoyama.
Naoaki Aoyama (青山 直晃, Aoyama Naoaki) est un footballeur japonais né le 18 juillet 1986. Il évolue au poste de défenseur.

## Palmarès
- Finaliste de la Coupe du Japon en 2005 et 2010 avec le Shimizu S-Pulse
- Finaliste de la Coupe de la Ligue japonaise en 2008 avec le Shimizu S-Pulse